# Războiul Franco-German
Războiul Franco-German sau Războiul Franco-Prusac, de multe ori numit în Franța Războiul din 1870 (19 iulie 1870-10 mai 1871) a fost un conflict dintre Franța și Prusia, care a fost sprijinită de Confederația Germană de Nord și statele sud-germane Baden, Regatul Württemberg și Regatul Bavariei. Impunătoarea victorie germană a dus la actul final de unificare a Germaniei și la formarea Imperiului German sub împăratul (Kaiser) Wilhelm I de Hohenzollern. Războiul a dus la sfârșitul domniei lui Napoleon al III-lea și la încetarea celui de Al doilea Imperiu Francez, care a fost înlocuit de cea de a Treia Republică Franceză. În cadrul reparațiilor de război, Franța a cedat Alsacia-Lorena, provincii cu o populație autohtonă germană, pe care Imperiul German le-a deținut până la sfârșitul Primului Război Mondial.
Telegrama de la Ems a constituit pretextul declanșării războiului. Din cauza nereușitei politicii lui Napoleon al III-lea din ultimii ani, o parte din clasa conducătoare franceză era nemulțumită de politica împăratului. Curentul republican  se întărește  și în fruntea lui stă strălucitul orator Léon Gambetta.
În rândul muncitorimii franceze se răspândiseră tot mai mult ideile socialiste, cele mai multe sub influența lui Proudhon și Blanqui. În ianuarie 1870, prințul Pierre Bonaparte a fost ucis de gazetarul republican Victor Noir. Ca expresie a creșterii curentului republican, peste 200.000 oameni iau parte la înmormântarea acestuia sub lozinca „Trăiască Republica”.
Napoleon al III-lea a luat o serie de măsuri represive, dar văzând ca acestea nu stăpânesc curentul republican, a găsit soluția nefericită de a se angaja într-un război împotriva Prusiei, cu convingerea că, împiedicând unirea Germaniei sub conducerea Prusiei, pătura conducătoare din Franța se va strânge în jurul lui.
În prima fază Prusia s-a asigurat de neutralitatea Italiei, Rusiei și Marii Britanii în eventualitatea unui război cu Franța. Escaladarea tensiunilor a culminat cu refuzul Franței de a accepta ca și succesor la tronul vacant al Spaniei a prințului Leopold de Hohenzollern-Sigmaringen. Franța a trimis un ultimatum lui Wilhelm I al Prusiei, aflat în vacanță, cerând retragerea candidaturii la tronul Spaniei și scuze publice. Aici intervine geniul machiavelic al cancelarului Otto von Bismarck. Întâlnirea a fost descrisă în două moduri diferite pentru publicul francez și german. Pentru francezi în comunicat se dădea de înțeles că ambasadorul francez a fost jignit de Wilhelm I, iar pentru germani era exact contrariul.
În  ziua de 19 iulie 1870 Franța declară război Prusiei. Napoleon al III-lea a  început războiul deși Franța nu era pregătită. Armata nu avea nici o conducere pricepută și nici cele necesare ducerii unui război. Lipseau până și hărțile. Prusia era mult mai bine pregătită și numărul soldaților prusaci era aproape dublu. Cu toată bărbăția soldatului francez, armata franceză a suferit de la început înfrângeri una după alta. La Metz și Sedan armatele franceze au fost înconjurate de prusaci. Deși un general francez i-a propus lui Napoleon să-și croiască drum prin luptă spre liniile franceze sau să piară pe câmpul de onoare, împăratul s-a predat împreună cu întreaga armată.
Când poporul Parisului a aflat de capitularea de la Sedan s-a răsculat sub lozinca: „Vrem Republică și apărarea patriei”. Sub presiunea populară, Gambetta și alți câțiva deputați republicani proclamă republica. Se instaurează un guvern provizoriu care a luat numele de Guvern de Apărare Națională. În acest guvern au intrat republicani, printre care și Gambetta, dar și mulți monarhiști reacționari, printre care generalul Trochu, care a preluat ministerul de război. Acest minister nu era atașat maselor populare.
Pentru muncitorime și pentru întregul popor francez amenințarea lui Bismarck devenise o primejdie națională. După dezastrul de la Sedan trupele germane își deschiseseră drumul spre capitala Franței. Poporul trebuia deci să-și asigure un guvern care să apere și nu să trădeze interesele naționale ale țării. Poporul francez era hotărât să apere Franța și Parisul. Se formează batalioane compuse din muncitori, meseriași, funcționari și țărani.
La 19 septembrie 1870, când Germania a trecut la asediul Parisului, populația Franței era încă în febra înarmării. Gambetta la rândul lui cerea organizarea apărării. Plecând în provincie, el organizează o nouă armată pentru acțiuni ofensive, recucerind orașul Orleans. O parte din această armată, numită Armata Loarei, se unește cu armata din răsărit și sprijină orașul Belfort, care rezistă astfel până la sfârșitul războiului.
În 31 octombrie 1870 mulțimea manifestează împotriva uneltirilor guvernului și a trădării generalilor armatelor franceze. Grupări conduse de blanquiști încearcă răsturnarea guvernului și formarea unui nou guvern revoluționar. Dar Trochu, ministrul de război, reușește să aresteze 60 dintre conducătorii răscoalei, iar pe Auguste Blanqui care reușise să fugă îl condamnă în lipsă la moarte. Situația economică a Parisului era grea. Se simțea mai ales lipsa alimentelor și a combustibililor. Prețurile urcau vertiginos.
În această situație se afla Parisul la 16 decembrie 1870, când artileria prusacă a început bombardarea orașului. La 28 ianuarie 1871 guvernul francez ajunge la un compromis cu armata prusacă în privința încheierii armistițiului.